# Kallicréine
La kallicréine (aussi orthographiée Kallikréine) est une famille de protéines ayant un rôle de protéase à sérine clivant le kininogène en bradykinine et kallidine.
Elle a un rôle important dans l'inflammation.
Son exocytose est provoquée par une cascade enzymatique provenant de l'activation du Facteur XII.
Son action sur le kininogène (transformé en bradykinine) permet la vasodilatation locale et la perméabilité vasculaire : c'est le début de l'inflammation. Elle a aussi un rôle chimiotactique sur les macrophages lors du processus de phagocytose et un rôle important dans la voie intrinsèque de la coagulation par activation de Facteur XII en présence de Kininogène de haut poids moléculaire.

## Membres
Quinze kallicréines ont été décrites chez l'être humain. La kallikréine-3 ou antigène prostatique spécifique (PSA) est utilisée en médecine comme marqueur tumoral pour le cancer de la prostate.

## Cible thérapeutique
Le lanadelumab est un anticorps monoclonal ciblant les kallicréines et en cours de test dans la prévention des crises dans l'angio-œdème héréditaire.